# Typha austro-orientalis
Typha austro-orientalis är en kaveldunsväxtart som beskrevs av Evgenij Vladimirovich Mavrodiev. Typha austro-orientalis ingår i släktet kaveldun, och familjen kaveldunsväxter. Inga underarter finns listade i Catalogue of Life.

## Bildgalleri

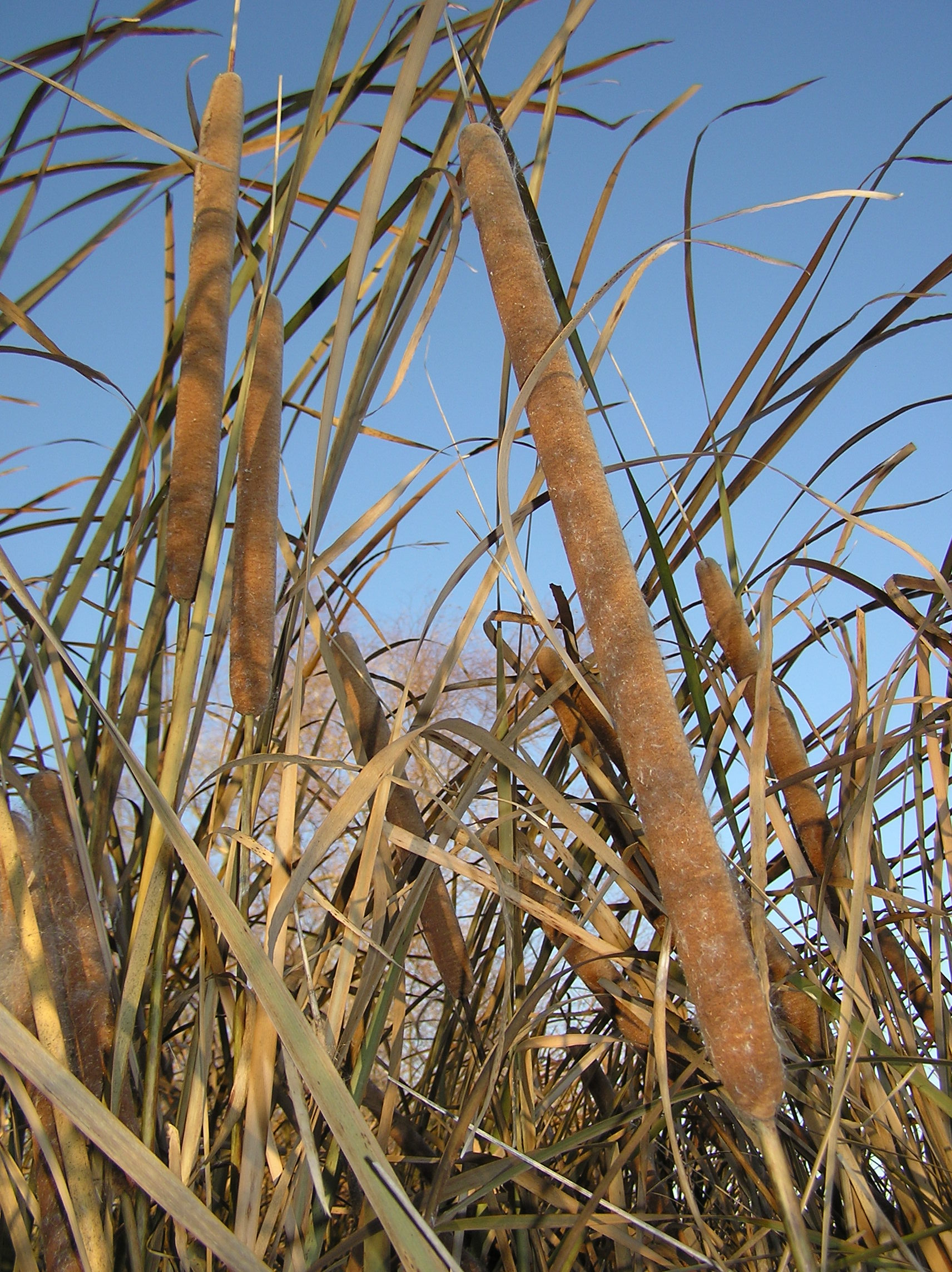
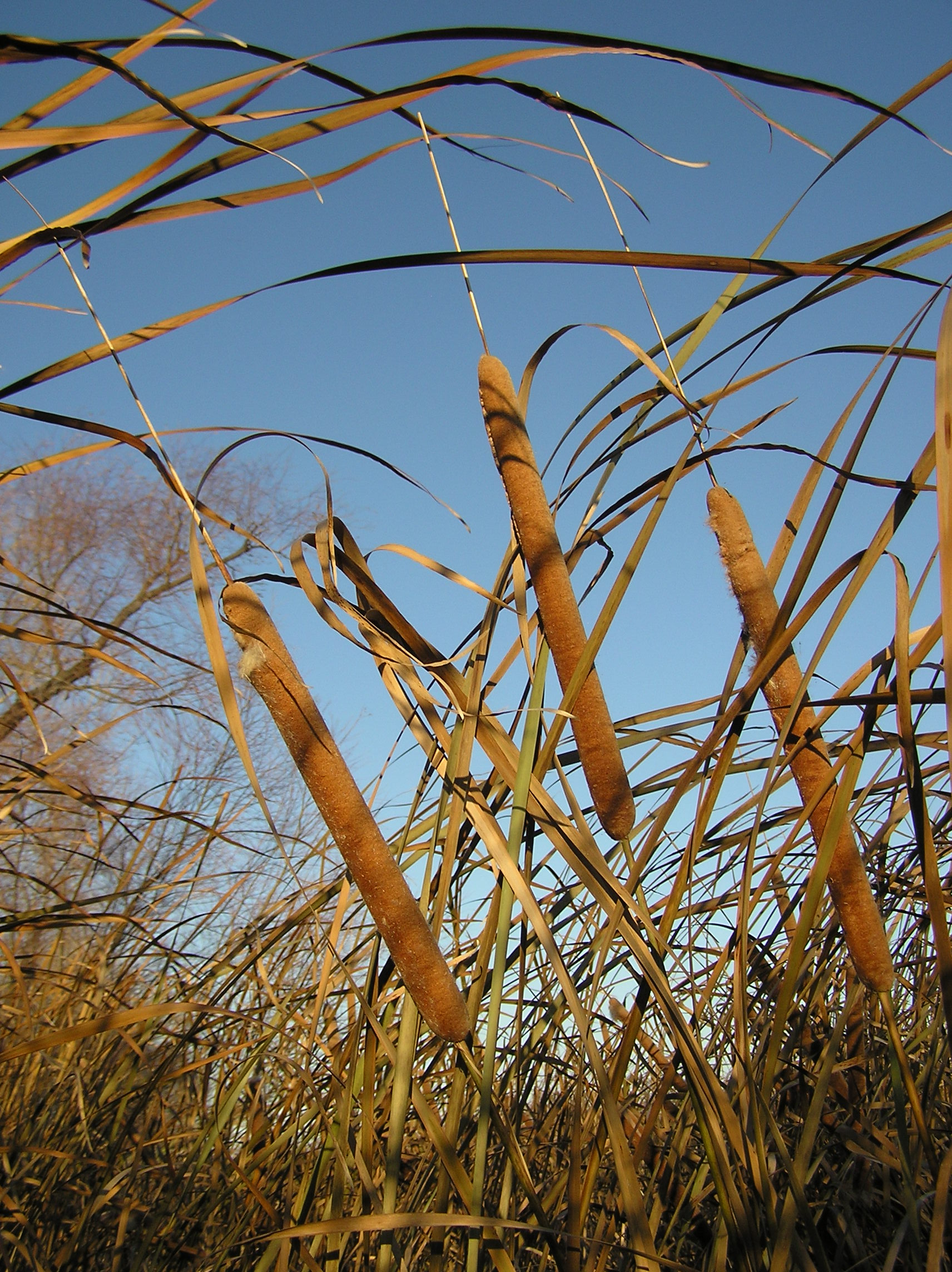
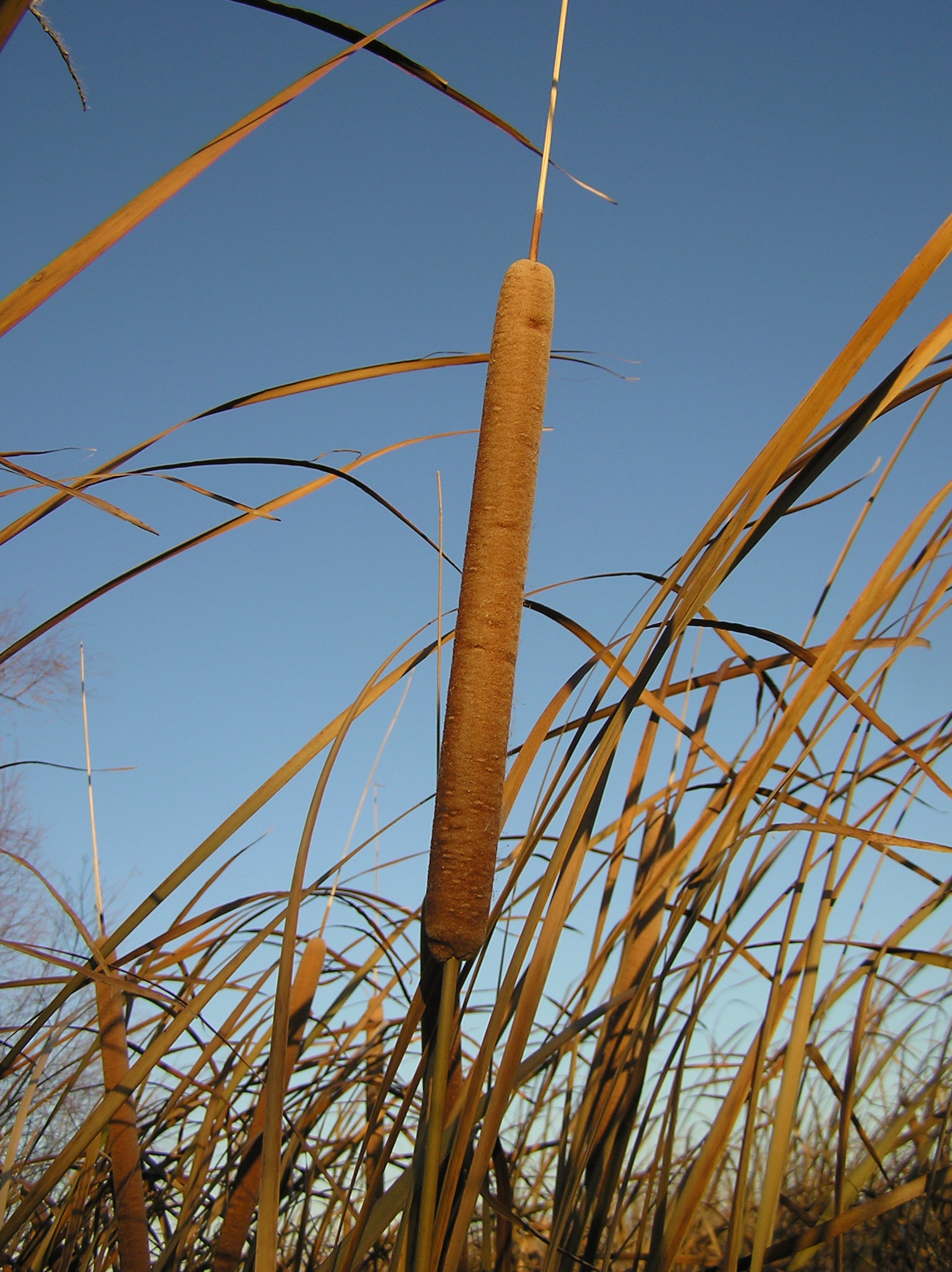